# Янытур
Янытур — озеро на реке Яныя в Ивдельском городском округе Свердловской области России.

## Географическое положение
Озеро расположено в 8,5 километрах к востоку-северо-востоку от посёлка Массава, в 11 километрах от устья реки Яныя (бассейн реки Пелым). Озеро площадью — 1,8 км², с уровнем воды — 68,5 метра.

## Топоним
Янытур с мансийского языка означает большое озеро.

## Описание
Озеро имеет поверхностный сток, реку Яныя. Берега местами заболочены и покрыты лесом. В озере водится щука, карась, окунь, налим, чебак.